# Hossein Tavakoli
Hossein Tavakoli (* 10. Januar 1978 in Mahmoudabad; persisch حسین توکلی) ist ein iranischer Gewichtheber im Schwergewicht und Teilnehmer an den Olympischen Sommerspielen 2000 in Sydney.
Er gewann bei den Olympischen Sommerspielen 2000 in Sydney in der Gewichtsklasse 105 kg die Goldmedaille. Bei der Asienmeisterschaft des Jahres 1999, die in Wuhan stattfand, trat Tavakoli in der Gewichtsklasse 105 kg an und errang die Goldmedaille. Weitere bedeutende Erfolge Tavakolis sind der Gewinn der Silbermedaille bei der Asienmeisterschaft 2004 in Almaty und der Bronzemedaille bei den Asienspielen 2006 in Doha.
| Personendaten    | Personendaten           |
| ---------------- | ----------------------- |
| NAME             | Tavakoli, Hossein       |
| KURZBESCHREIBUNG | iranischer Gewichtheber |
| GEBURTSDATUM     | 10. Januar 1978         |
| GEBURTSORT       | Mahmoudabad, Iran       |